# Govern titella
Govern titella i règim titella és un estat independent de jure però de fet totalment dependent d'un poder extern i sotmès a les seves ordres. Els estats titella tenen sobirania nominal, però una potència estrangera exerceix efectivament el control mitjançant mitjans com ara interessos financers, suport econòmic o militar.

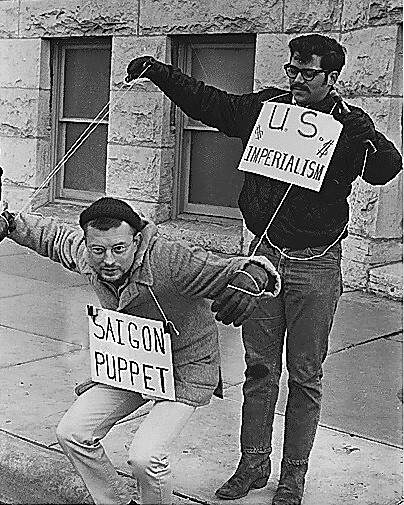
Protesta contra la Guerra de Vietnam. L'home en peu, amb un cartell que l'identifica com limperialisme estatunidenc, maneja una marioneta identificada com el titella de Saigon, en referència al Vietnam del Sud.

Els estats titella es distingeixen dels aliats, que trien les seves accions pel seu compte o d'acord amb els tractats als quals van signar voluntàriament. Els estats titella es veuen obligats a donar suport legal a les accions que ja ha fet una potència estrangera.

## Característiques

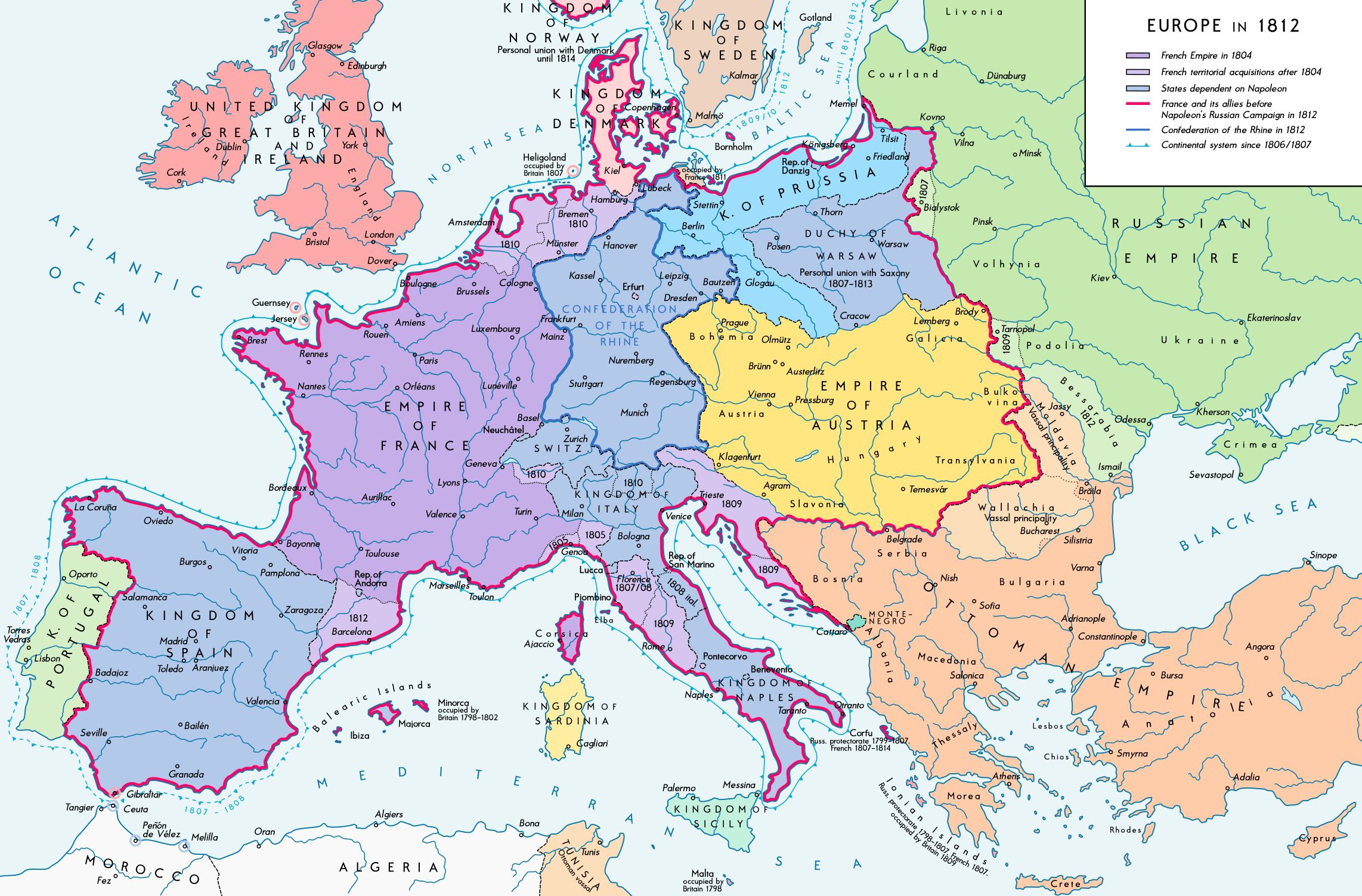
Primer Imperi francès i estats satèl·lit francesos el 1812

Un estat titella preserva la parafernàlia externa de la independència (com ara un nom, una bandera, un himne, una constitució, codis de llei, lema i govern), però en realitat és un òrgan d'un altre estat que crea, patrocina o controla d'una altra manera el govern de l'estat titella (el "govern titella"). El dret internacional no reconeix com a legítims els estats titella ocupats.
Els estats titelles poden deixar de ser titelles mitjançant:
- la derrota militar de l'estat "dominant" (com a Europa i Àsia el 1945)
- absorció a l'estat dominant (com a principis de la Unió Soviètica), o
- assoliment de la independència mitjançant mètodes de construcció de l'estat (especialment mitjançant la descolonització)

## Terminologia
El terme és una metàfora que compara un estat o un govern amb un titella controlat per un titellaire amb cordes. El primer ús registrat del terme "govern titella" és de 1884, en referència al Khedivate d'Egipte.
A l'edat mitjana existien estats vassalls que es basaven en la delegació del govern d'un país d'un rei a homes nobles de rang inferior. Des de la pau de Westfàlia de 1648 va néixer el concepte de nació on la sobirania estava més connectada a la gent que habitava la terra que a la noblesa propietària de la terra.
Un concepte similar associat principalment a la història política anterior al segle xix és la Suzerania, el control dels afers exteriors d'un estat per un altre.

## Exemples

### Segle XIX
La República Batavia es va establir als Països Baixos sota la protecció revolucionària francesa. A Europa de l'Est, França va establir un estat client polonès del Gran Ducat de Varsòvia.
A Itàlia, les repúbliques es van crear a finals del segle xviii i principis del XIX amb l'ajuda i l'estímul de la França napoleònica (vegeu també repúbliques clients franceses).
El 1836, els ciutadans nord-americans autoritzats a viure a l'estat mexicà de Texas es van revoltar contra el govern mexicà per establir una República de Texas recolzada pels EUA, un país que va existir menys de 10 anys (del 14 de maig de 1836 al 29 de desembre de 1845) abans. va ser annexada als Estats Units d'Amèrica. No obstant això, l'agost de 1837, Memucan Hunt, Jr., el ministre texà als Estats Units, va presentar la primera proposta oficial d'annexió a l'administració de Van Buren (els primers intents dirigits pels nord-americans de fer-se càrrec de Texas mexicà per filibusterisme es remunten a 1819 i per colons separatistes des de 1826).
El 1896 Gran Bretanya va establir un estat a Zanzíbar.

### Principis del segle XX
- Regne de Polònia (1917–1918): el 1915, les Potències Centrals van ocupar el Tsarat de Polònia i, un any més tard, l'Imperi Alemany i l'Austrohungarès van crear una monarquia polonesa per facilitar l'explotació dels territoris ocupats i la mobilització dels polonesos contra els russos.[8] El 1918, l'estat es va independitzar i va donar inici a la Segona República Polonesa.[9]

- Regne de Lituània (1918): després de la derrota russa i les cessions territorials del 1918 amb el Tractat de Brest-Litovsk, els alemanys, el febrer de 1918, van crear el Regne de Lituània, però la seva durada va ser curta, ja que amb la derrota d'Alemanya durant la Primera Guerra Mundial, el regne es va independitzar.

- Ducat de Curlàndia i Semigàlia: després d'ocupar Curlàndia i reclamar-ne control sobre els russos, el 8 de març de 1918, els alemanys van proclamar el nou estat.[10] El 22 de setembre d'aquell mateix any, l'estat va ser absorbit pel Ducat Bàltic Unit. Al finalitzar la Primera Guerra Mundial, el ducat va passar a ser part de Letònia.[11]

- República de Donetsk - Krivoi Rog: l'estat, creat per Artiom Serguéiev,[12] era controlat per la República Soviètica Russa.[13] La capital de la república va ser derrocada pels alemanys, més endavant va tornar a ser reclamada per l'exèrcit roig i, finalment, Lenin va donar l'ordre de dissoldre l'estat.

### Segona Guerra Mundial
- Manxukuo (1932–1945): va ser establert per l'Imperi Japonès el març de 1932 sobre la zona de Manxúria i va estar sota l'ordre de Pu Yi, l'últim emperador de la Xina.[14] Després de la Segona Guerra Mundial, l'estat va ser ocupat per l'Exèrcit Soviètic i un any més tard, el territori va tornar a mans dels xinesos.[15]

- Imperi del Vietnam: després de la caiguda de França i la creació del Règim de Vichy, els japonesos van donar un cop a Indoxina i van aconseguir el control del territori. El març de 1945, els japonesos van declarar l'Imperi del Vietnam i va estar sota les ordres de l'emperador Bảo Đại i el primer ministre Trần Trọng Kim.[16]

- Segona República filipina: va ser un estat titella japonès establert el 14 d'octubre de 1943 i va ser dissolt el 17 'agost de 1945.[17][18] L'estat va estar liderat per J. P. Laurel.[18]

### Actualment
- Abkhàzia és un estat que la majoria dels països el consideren part de Geòrgia i també és considerat un estat titella de la Federació Russa.[19][20][21] Part de l'estat està finançat per Rússia i també utilitza el Ruble rus.[21][22]

- Ossètia del Sud és un estat titella de Rússia que es va declarar independent, però que encara és considerat part de Geòrgia.[23][24] Eduard Kokoiti, l'ex-president d'Ossètia del Sud, va declarar la seva voluntat que el territori formés part de la Federació Russa a través de la reunificació amb Ossètia del Nord.[23]